# Aulacaspis difficilis
Aulacaspis difficilis är en insektsart som först beskrevs av Cockerell 1896.  Aulacaspis difficilis ingår i släktet Aulacaspis och familjen pansarsköldlöss. Inga underarter finns listade i Catalogue of Life.